# Dolhasca
Dolhasca (rumænsk udtale: [dolˈhaska]) er en by i distriktet  Suceava  i den historiske region Vestmoldavien i det nordøstlige Rumænien. Dolhasca er den ottende største bymæssig bebyggelse i distriktet, med et indbyggertal på 11.007 (2021). Den blev erklæret en by i 2004 sammen med syv andre lokaliteter i Suceava distriktet. Byen administrerer syv landsbyer, nemlig: Budeni, Gulia, Poiana, Poienari, Probota, Siliștea Nouă og Valea Poienei.
På trods af at Dolhasca er en by, ligner den på mange måder en landlig bebyggelse, og indbyggernes hovedbeskæftigelse er landbrug. Probota-klosteret, der blev bygget i 1530 af den moldaviske hersker Petru Rareș, og som ligger tæt på byen, er en af kirkerne der  er samlet på  UNESCO's verdensarvsliste under betegnelsen: Kirker i Moldavien. Blandt kendte fra Dolhasca er komikeren Alexandru Arșinel og neurokirurgen Constantin N. Arseni.

## Galleri
- Centrum i Dolhasca
- Dolhasca kulturhus
- Den gamle jernbanestation i Dolhasca